# Stephan Schröck
Stephan Markus Cabizares Schröck (Schweinfurt, 21 de agosto de 1986) é um futebolista filipino de origem alemã que atua como meio-campista ou lateral-direito. Atualmente defende o United City.

## Carreira
Profissionalizou-se em 2004 no Greuther Fürth, renovando seu vínculo até 2008. Foi neste clube onde Schröck atuou a maior parte da carreira: em 2 passagens, foram 225 jogos disputados e 93 gols.
Defendeu ainda Hoffenheim e Eintracht Frankfurt, sem muito destaque.
Em 2016, foi emprestado ao Ceres, que superou o Global FC na disputa pela contratação do jogador. Voltaria ao clube (agora renomeado Ceres-Negros) em abril de 2017, sagrando-se tetracampeão da Phillipines Premier League de forma consecutiva (foi o ganhador da Bola de Ouro nas edições de 2019 e 2020), além de vencer a Copa Paulino Alcantara de 2019.

## Carreira internacional

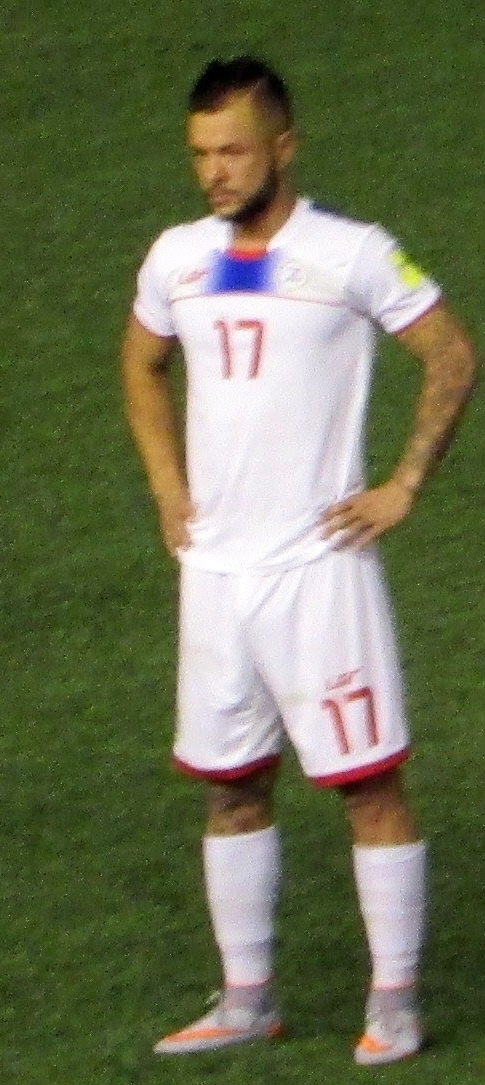
Schröck durante jogo da Seleção Filipina em 2015

Schröck, que também defendeu as seleções de base da Alemanha entre 2004 e 2005, optou em representar as Filipinas em 2011. Fez parte do elenco que disputou a Copa da Ásia de 2019, tendo atuado nas 3 partidas da seleção (todas como capitão) e marcando um gol, contra o Quirguistão. Ele chegou a pensar em encerrar a carreira internacional para dedicar-se à sua família e ao Ceres-Negros, mas voltou a defender as Filipinas em 2021.
Em 49 jogos com a camisa dos Azkals, balançou as redes adversárias 6 vezes.

## Títulos
Greuther Fürth
- 2. Bundesliga: 2011–12

Ceres-Negros / United City
- Phillipines Premier League: 2017, 2018, 2019, 2020
- Copa Paulino Alcantara: 2019